# ハッジ・ハーシム
ハッジ・ハーシム（Hajji Hāšim；哈只哈心、1152年 - 1268年）は、モンゴル帝国に仕えたムスリムの一人。元来はイラン方面に居住していたが、イランを征服したフレグの使者として東アジア方面を訪れ、以後その子孫は東アジアに定着するようになった。
『元史』には立伝されていないが、『至正集』巻53碑志10西域使者哈只哈心碑にその事蹟が記される。『新元史』には西域使者哈只哈心碑を元にした列伝が記されている。

## 概要
ハッジ・ハーシムはアルグン部の出で、その勇猛さからアム河の渡しの守護を任せられていた。チンギス・カン率いるモンゴル軍がイラン方面に侵攻すると、ハッジ・ハーシムは渡しの往来を絶ち、防塁を修復して守りを固めた。しかし、モンゴル軍を恐れる配下の者達は徹底抗戦を望むハッジ・ハーシムに不満を抱き、彼等が城内で内乱が起こそうとするに至って、やむなくハッジ・ハーシムはモンゴル軍に投降した。
チンギス・カンは剣を持ちながらハッジ・ハーシムにモンゴルへの抗戦を選らんだ理由を問い、先にその髪を切ってからハッジ・ハーシムを誅殺しようとした。しかし、ハッジ・ハーシムは顔色も変えず「臣下として主に尽くすことは罪に非ず。死は一席地を汚すに過ぎないが、名が残らないことのみを恐れる」と答えたところ、チンギス・カンはハッジ・ハーシムの態度を壮として釈放した。チンギス・カンに天意があり従うべきと悟ったハッジ・ハーシムは「シーラーズのアタベク国（サルグル朝）の堅固さは他国の比ではなく、攻めるのは困難です。その君主と臣下をモンゴルに招来させるため、私を説得にゆかせてください」と申し出た。チンギス・カンはこの申し出を受け容れて本軍をメルブ城に留め、その間にハッジ・ハーシムはシーラーズを訪れて説得し、遂に国を挙げてモンゴルに降らせることに成功した。この功績により、ハッジ・ハーシムはゲルン・コウン（怯憐口）を率いることを任せられた。
1250年代にフレグの西アジア遠征が始まると、ハッジ・ハーシムも遠征軍に加わって活躍した。一方、東アジアではモンケ・カアンによって征服地の分配が進められており、フレグには彰徳路が投下領として与えられていた。更に、モンケの後を継いだクビライが南宋を征服すると、新たに江南の宝慶路もフレグ家の投下領とされた。しかし、フレグ家は東アジアから見て「極西の絶域」たるイランで自立してフレグ・ウルスを形成したことから、遠く離れた東アジアの領地の経営には支障を来していた。そこで東アジア方面への使者に選ばれたのがチンギス・カンの時代から仕える老臣のハッジ・ハーシムで、東アジアにやってきたハッジ・ハーシムはフレグ家領の監査を行った後、豊州で病にかかり、燕京（後の大都）で至元5年（1268年）8月23日に亡くなってしまった。モンゴル帝国初期に仕え始めた人物であり、亡くなった時には117歳の高齢であったったという。

## ハッジ・ハーシム家
(楊志玖 2003, p. 34)による
- ハッジ・ハーシム（هاشم حجّ/Hajji Hāšim ＞納忽伯顔/nàhū bǎiyán）
  - アフマド（احمد/Aḥmad ＞阿合馬/āhémǎ）
  - ハサン（حسن/Ḥasan ＞阿散/āsǎn）
    - アブドゥッラー（عبد الله/'Abd Allah ＞暗都剌/àndōulà）
      - アントン（Antong ＞安童/āntóng）

    - カリーム（کریم/Karīm ＞凱霖/kǎilín）
      - ワントン（Wantong ＞頑童/wántóng）

    - ニグベイ（Negübei ＞捏古伯/niēgǔbǎi）
    - ケレイ（Kerei ＞怯烈/qièliè）